# 제1항공단 (항공자위대)
제1항공단(일본어: 第1航空団 다이이치코쿠단[*], 영어: 1st Air Wing)는 항공자위대의 하마마쓰 기지에 있는 항공단이다.

## 역사
1955년 12월 1일, 하마마쓰 기지에서 항공단으로 창설되었다.
1956년 1월 10일, 쓰이키 기지에서 F-86F을 운용하는 제1비행대가 창설되어, 8월 24일에 하마마쓰 기지로 이사하였다. 다음날,  F-86F을 운용하는 제2비행대가 하마마쓰 기지에서 창설되었다. 10월 1일에 제2항공단이 창설됨에 따라 서수가 붙어 부대의 이름이 제1항공단으로 개명되었다.
1957년 2월 1일, 제비행대가 하마마쓰 기지에서 창설되어, 이듬해 1958년 2월 16일 마쓰시마 기지에서 창설된 제4항공단으로 이사하였다.
1964년 10월 26일, T-33A를 운용하는 제33비행대가 쓰이키 기지에서 창설되었다.
1964년 10월 26일, 제33비행대가 하마마쓰 기지로 이사하였다.
1965년 11월 30일, 제2비행대가 제1비행대에 전술연구반으로서 병합되었다.
1979년 3월 3일, 제4항공단의 제35비행대가 하마마쓰 기지로 이사오고 제1비행대가 해체되었다.
1988년 10월 1일, T-33A의 후속 훈련기인 T-4를 운용할 T-4 교육비행대가 임시로 창설되었다.
1989년 3월 16일, 제1항공단이 항공교육집단로 전속하였다. 10월 2일, T-4 교육비행대가 서수를 받아 정식부대인 제31교육비행대가 되었다. 그리고 이듬해 1990년 3월 31일,  제31교육비행대가 창설되었다.
훈련기 기종 전환을 끝마친 뒤, T-33A를 운용하던 제33, 35비행대는 각각 1990년 10월 1일과 1991년 3월 31일에 해체되었다.
2007년 8월, "전투기 조종 기초" (FTB) 과정을 신설하였다.

## 부대
현재
- 제31교육비행대, T-4
- 제32교육비행대, T-4

이전
- 마쓰시마 파견대; 1971년 7월 1일 ~ 1973년 8월 23일

## 기록

### 계보
- 1955년 12월 1일, 航空団 →항공단
- 1956년 10월 1일. 第1航空団 →제1항공단

### 소속
- 항공교육집단, 1989년 3월 16일

### 항공기
- F-86 세이버 모델 F, 1956년 1월 ~ 1964년 10월
- 록히드 T-33 모델 A, 1964년 10월 ~ 1989년 10월
- 가와사키 T-4, 1989년 11월 ~ 현재

## 참고

### 인용
1. ↑  JWing 121 2008, 52쪽.
2. 1 2  JWing 138 2010, 38쪽.

### 자료
- 《集まれ!日本の戦闘機部隊 航空自衛隊、過去の戦闘機部隊》. JWing (일본어) 121. イカロス出版.
- 石原肇. 《第31教育飛行隊 20周年を祝う!》. JWing (일본어) 138. イカロス出版.